# Vespa tropica

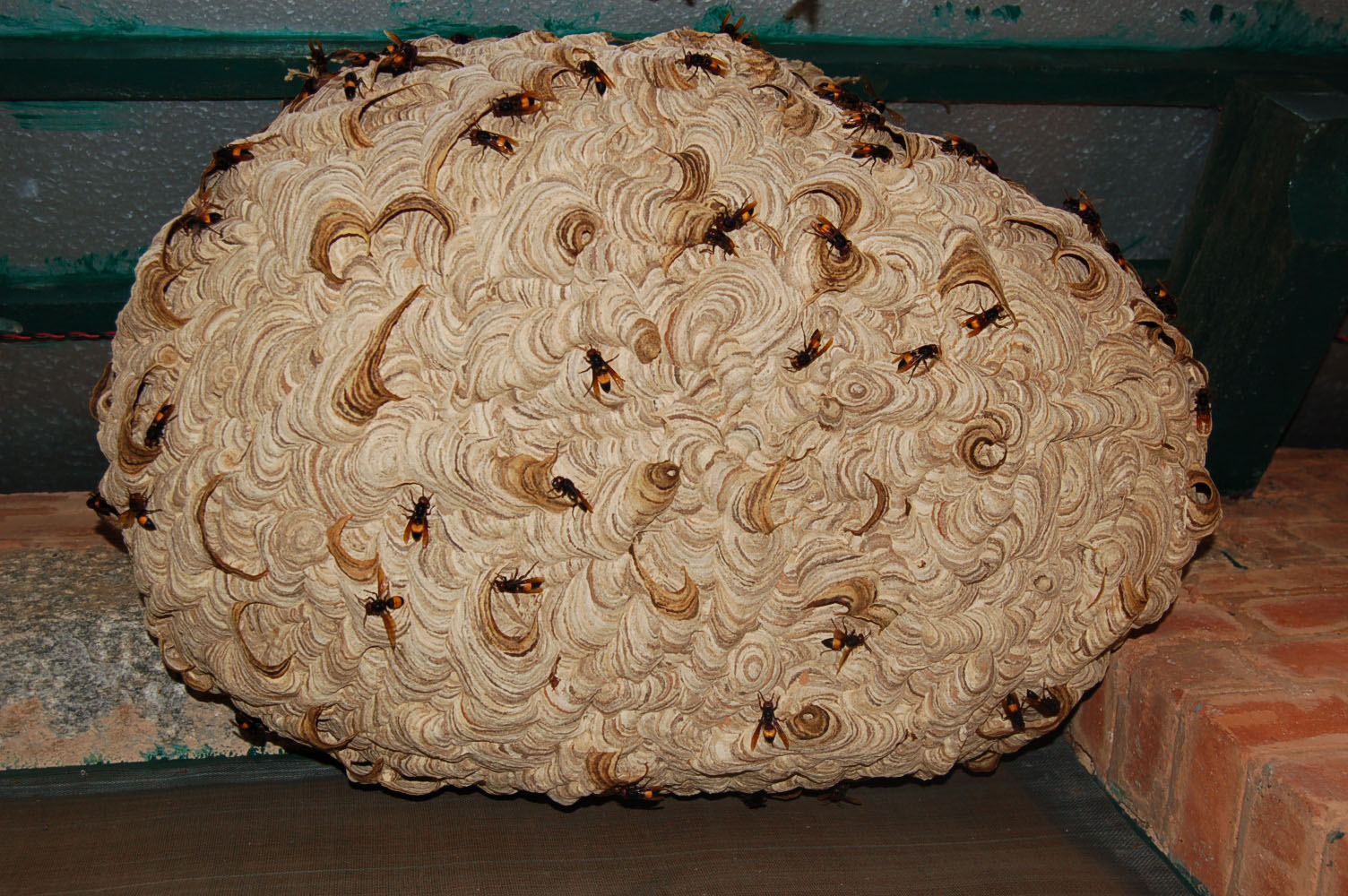
Aktives Nest von Vespa tropica an einer Wand befestigt.

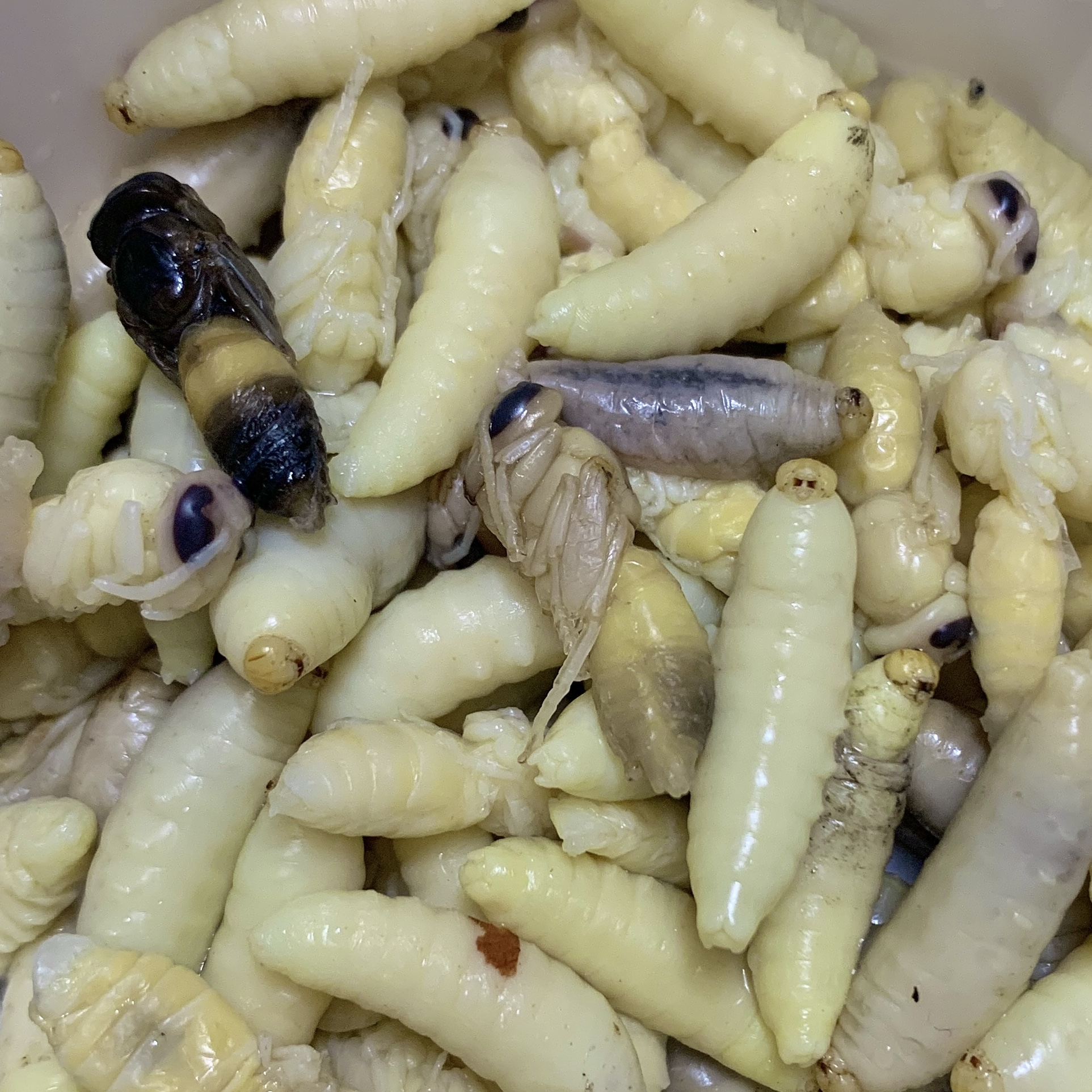
Larven von Vespa tropica

Vespa tropica, im Englischen auch als Greater Banded Hornet bezeichnet, ist eine tropische Hornissenart, die in Südasien, Neuguinea und Westafrika vorkommt und 2016 als invasive Art auf der Pazifikinsel Guam entdeckt wurde. Sie ist ein Jäger von Papierwespen. Ihr Stich kann extreme Schmerzen und Schwellungen verursachen.

## Beschreibung
Die Arbeiterinnen von Vespa tropica sind etwa 18–22 mm lang, während die Königinnen eine Länge von 24–26 mm erreichen. Der Kopf ist dunkelbraun/rot; das Abdomen ist schwarz mit einem deutlichen gelben Streifen, der den größten Teil des zweiten Abdominalsegments bedeckt. Es gibt jedoch einige Variationen innerhalb ihres Verbreitungsgebiets. In Singapur und Südostasien sind Exemplare oft komplett schwarz und größer, während in anderen Regionen wie Hongkong der Kopf und die Flanken des Thorax normalerweise rötlich sind. Eine dritte Farbvariante findet sich auf den Andamanen und Nikobaren, die einen rotbraunen Kopf und Thorax hat und bei der alle dorsalen Platten auf jedem Segment des Gasters orange sind, außer der ersten.

## Verbreitung
Vespa tropica ist in ganz Südasien von Afghanistan bis zu den Philippinen und südöstlich bis nach Neuguinea verbreitet. Sie wurde auf Neubritannien und den Torres-Strait-Inseln nachgewiesen, nicht jedoch auf dem australischen Festland.

### Eingeschleppt
Im Juli 2016 wurde Vespa tropica an zwei Orten auf Guam entdeckt und wird seitdem als ständiger Bewohner des Ökosystems der Insel eingestuft, bis eine Lösung gefunden wird, um sie zu beseitigen.

## Biologie
Vespa tropica raubt die Nester anderer Wespenarten aus und bringt die erbeuteten Larven zurück in ihr eigenes Nest, um sie den eigenen Larven zu füttern. Sie wurde häufig dabei beobachtet, Honigbienen zu fangen, und sogar Libellen wurden als Beute notiert. Eine Arbeiterin von V. tropica wurde dabei beobachtet, wie sie ein Exemplar von Vespa bicolor gefangen und getötet hat. Die Art überfällt auch Nester anderer Polistinae-Wespenarten wie Ropalidia marginata. Vespa tropica ist mit Wäldern in den Niederungen bis zu einer Höhe von 2100 Metern verbunden. Die Nester befinden sich normalerweise in einer Höhe von bis zu 3 Metern über dem Boden in Baumhöhlen oder in unterirdischen Hohlräumen, normalerweise bis zu einer Tiefe von 1 Meter, wobei ein Nest in einem toten Holzstamm gefunden wurde, der teilweise in den Boden reichte. Gelegentlich werden Nester in der Krone von Bäumen gebaut. In der Nähe von menschlichen Siedlungen baut die Art ihre Nester auch unter Dächern, in Dachböden und Schuppen. Das Nest ist normalerweise rauten- oder schalenförmig und hat eine offene Unterseite, während die meisten Hornissennester komplett versiegelt sind. Die äußere Schale des Nestes besteht aus verschiedenen breiten Schichten und das Nest ist ziemlich spröde. Die Nesttemperatur wird bis Mitte Oktober auf 25–30 °C gehalten, danach nähert sie sich der Umgebungstemperatur an. Die Bejagung durch Vespa tropica ist eine der Hauptursachen für den Zusammenbruch von Kolonien von Polistes chinensis in Japan. Vespa tropica könnte eine bedeutende Rolle bei der Kontrolle von asiatischen Polistinenpopulationen spielen. Es könnte eine verborgen lebende Art sein, die es vorzieht, in der Nähe von Deckung zu fliegen und oft hoch in den Kronen von Bäumen zu bleiben. Vespa tropica, Vespa ducalis und Vespa philippinensis bilden zusammen die Untergattung Vespa tropica-Gruppe.